# Viquipèdia en estonià
La Viquipèdia en estonià (en estonià: Eestikeelne Vikipeedia) va ser creada el 2002 i el abril de 2025, té 222.628 articles. El viquipedista de la comunitat en estonià Andres Luure va ser una de les quinze persones individuals reconegudes pel seu compromís amb el voluntariat a Estònia el 2008. El 2013 va rebre també l'Ordre de l'Estrella Blanca d'Estònia per les seves contribucions a la Viquipèdia. La primera trobada presencial de membres de la comunitat es va fer el 2007. Es va fundar el 2010 el Capítol Local Wikimedia d'Estònia anomenat Wikimedia Eesti.